# Anatolij Roščin
Anatolij Alexandrovič Roščin (rusky Анатолий Александрович Рощин; 10. března 1932 Gaverdovo, Sovětský svaz – 5. ledna 2016, Petrohrad, Rusko) byl sovětský zápasník, reprezentant v zápase řecko-římském, olympijský šampión, trojnásobný mistr světa a mistr Evropy.
Na olympijských hrách startoval třikrát. V roce 1964 na hrách v Tokiu v těžké váze a o čtyři roky později na hrách v Mexiku ve stejné kategorii vybojoval stříbrnou medaili. V roce 1972 na hrách v Mnichově vybojoval zlatou medaili v supertěžké váze.
V letech 1963, 1969 a 1970 vybojoval zlato, v roce 1967 a 1971 stříbro na mistrovství světa. V roce 1966 vybojoval zlato na mistrovství Evropy.
V letech 1961, 1962, 1963, 1967 a 1971 vybojoval titul sovětského šampiona, v letech 1964, 1965, 1968 a 1972 byl druhý.
Roščin se k zápasu dostal poměrně pozdě, až v roce 1955, během svého působení u sovětského námořnictva.
Po svém triumfu na Mnichovské olympiádě 1972 ukončil aktivní sportovní kariéru. U zápasu pokračoval jako mezinárodní rozhodčí.